# La carne
La Carne es el primer álbum de estudio de la banda de rock argentina Eruca Sativa. Fue grabado, mezclado y masterizado en los estudios MCL Records. El disco cuenta con doce temas, incluyendo una versión de la canción Eleanor Rigby de The Beatles. Los cortes de difusión fueron "Para Nadie" y "Marca Tus Marcas". También cuenta con la participación de dos invitados, Marilina Bertoldi y "Ají" Rivarola.

## Antecedentes y grabación
Alrededor de agosto de 2007, Lula Bertoldi, Brenda Martin y Gabriel Pedernera deciden comenzar el proyecto bajo el nombre de Oruga, reflejando la idea de cambio o transformación constante de la banda. Sin embargo, este nombre no convenció a los músicos y decidieron cambiarlo por Eruca Sativa que es el nombre en latín de oruga y Sativa significa salvaje. El 5 de diciembre de 2007 hacen su primera presentación en vivo en El Galpón, en la ciudad de Córdoba.
A comienzos de 2008, grabaron su primer EP en Estudios Desdémona. El mismo cuenta con cuatro canciones que posteriormente fueron incluidas en su álbum debut: «Frío Cemento», «Lo Que No Ves No Es», «Foco» y una versión del clásico de The Beatles, «Eleanor Rigby». Este EP fue seleccionado por el programa radial El show de la noticia de Roberto Pettinato (radio La 100 de Buenos Aires) entre material de bandas de todo el país.

El 22 y 23 de julio de 2008, la banda inauguró su canal de YouTube publicando vídeos grabando las canciones de su disco debut. El álbum fue lanzado en septiembre de 2008. Fue producido por la banda y contiene once temas, grabados, mezclados y masterizados en los estudios MCL Records que se encuentran en Villa Ortúzar, Buenos Aires. El diseño del arte fue realizado por Brenda Martin y las ilustraciones por Diego Gutiérrez. Sobre el nombre del disco, la banda comenta:
"El disco se llama "La Carne" y decidimos llamarlo así por una cuestión muy conceptual que tiene como obra artística en su totalidad. Nos parece muy importante que cada disco cierre como una obra de arte integral, no es en vano la elección del orden de los temas, de los silencios, de la fotografía o de los colores. El significado está en el todo. El disco tiene 11 temas, dentro de los cuales se encuentra nuestra versión de Eleanor Rigby de los Beatles. Además el disco contiene un track interactivo, que es un video backstage en los estudios MCL Records. Estamos muy contentos con el resultado final, el disco fue producido por los tres y pudimos plasmar todo lo que teníamos en mente (tanto sonoramente como visualmente)."
El 15 de enero de 2009, la banda publica en su canal de YouTube el vídeo del primer corte del disco "Para Nadie", siendo el primer vídeoclip del grupo. A mitad de este mismo año, la banda publicó un segundo vídeoclip, esta vez para la canción "Marca Tus Marcas".
En enero de 2010 tuvo que ser reeditado debido a que se agotó la primera edición de 1000 copias. En el año 2013, una vez más volvió a ser reeditado, esta vez de la mano de Sony Music, luego de que la banda firme un contrato con la discográfica en el año 2012.

## Gira La Carne y recepción
En noviembre de 2008, la municipalidad de Córdoba entregó tres reconocimientos a la banda: Mejor Banda de Rock, Banda Revelación de Rock y Mejor Producción Discográfica de Rock del año.
Durante 2008 y 2009, la banda recorrió el país presentando su primer disco. La gira incluyó presentaciones en Córdoba, Santa Fe, Entre Ríos, San Juan, Capital Federal y el conurbano bonaerense. También participaron de la edición 2009 del Cosquín Rock, compartiendo escenario con bandas como Deep Purple, Almafuerte y Los Cafres, entre otras.
La creciente convocatoria de la banda se pudo observar en las fechas que realizaron en Casa Babylon (Córdoba), The Cavern Club (Buenos Aires) y Willie Dixon (Rosario), con salas llenas en todos los casos. Según la banda, la popularidad que lograron en tan poco tiempo se debe a la autodifusión que realizan a través de internet. Martín afirma "Siempre estuvimos muy atentos a la movida de Internet. Lula se encarga a full de MySpace. Estamos siempre en contacto con la gente, tenemos un tema nuevo y lo subimos y en la web vamos anticipando también cada fecha."

## Lista de canciones

### Versión 2008
| N.º | Título                                               | Duración |  |
| 1.  | «Para Nadie (Letra y Música: Bertoldi)»              | 03:11    |  |
| 2.  | «Frío Cemento (Letra y Música: Bertoldi)»            | 03:39    |  |
| 3.  | «Marca Tus Marcas (Letra y Música: Brenda Martin)»   | 04:49    |  |
| 4.  | «Para Que Sigamos Siendo (Letra y Música: Bertoldi)» | 04:35    |  |
| 5.  | «Locura Es No Ser (Letra y Música: Brenda Martin)»   | 03:04    |  |
| 6.  | «Foco (Letra y Música: Bertoldi)»                    | 04:12    |  |
| 7.  | «Lo Que No Ves No Es (Letra y Música: Bertoldi)»     | 03:59    |  |
| 8.  | «No Pueden (Letra y Música: Bertoldi)»               | 03:42    |  |
| 9.  | «Enmudecer (Letra y Música: Bertoldi)»               | 03:02    |  |
| 10. | «U.O.R (Letra y Música: Bertoldi)»                   | 05:10    |  |
| 11. | «Eleanor Rigby (Lennon/McCartney)»                   | 03:10    |  |
| 12. | «Hoy Quiero Ver (Letra y Música: Bertoldi)»          | 04:15    |  |

«Hoy Quiero Ver» es una pista oculta que aparece después de finalizar «Eleanor Rigby», y no lleva una pista separada con relación a ésta. La canción comienza luego de un intermedio de silencio.

### Reedición 2013
| N.º | Título                                               | Duración |  |
| 1.  | «Para Nadie (Letra y Música: Bertoldi)»              | 03:11    |  |
| 2.  | «Frío Cemento (Letra y Música: Bertoldi)»            | 03:39    |  |
| 3.  | «Marca Tus Marcas (Letra y Música: Brenda Martin)»   | 04:49    |  |
| 4.  | «Para Que Sigamos Siendo (Letra y Música: Bertoldi)» | 04:35    |  |
| 5.  | «Locura Es No Ser (Letra y Música: Brenda Martin)»   | 03:04    |  |
| 6.  | «Foco (Letra y Música: Bertoldi)»                    | 04:12    |  |
| 7.  | «Lo Que No Ves No Es (Letra y Música: Bertoldi)»     | 03:59    |  |
| 8.  | «No Pueden (Letra y Música: Bertoldi)»               | 03:42    |  |
| 9.  | «Enmudecer (Letra y Música: Bertoldi)»               | 03:02    |  |
| 10. | «U.O.R (Letra y Música: Bertoldi)»                   | 05:10    |  |
| 11. | «Hoy Quiero Ver (Letra y Música: Bertoldi)»          | 04:15    |  |

## Personal
Eruca Sativa
- Lula Bertoldi - voz principal y guitarra eléctrica
- Brenda Martin - bajo y coros
- Gabriel Pedernera - batería y coros

Músicos adicionales
- Marilina Bertoldi - voz y coros en "Lo Que No Ves No Es"
- "Ají" Rivarola - voz en "No Pueden"

Personal de grabación
- Ezequiel "Pipi" Giannasi - ingeniero de audio, grabación
- Augusto "Gufi" De Cesare - ingeniero, mezcla, master
- Alejandro Pensa - drum doctor

Personal adicional
- Germán Cravero - diseño de Logo
- Brenda Martin - arte y diseño gráfico
- Diego Gutiérrez - ilustraciones
- Alina Sánchez - maquillaje
- Fernando Vélez - fotografía